# Autoroute A27 (Francia)
L’autoroute A27 è un'autostrada francese.